# Hippomenella mortenseni
Hippomenella mortenseni är en mossdjursart som beskrevs av Ernst Marcus 1938. Hippomenella mortenseni ingår i släktet Hippomenella och familjen Escharinidae. Inga underarter finns listade i Catalogue of Life.